# Gylne Gutuer 2021
De vierde editie van de wielerwedstrijd Gylne Gutuer vond plaats op 3 oktober 2021. De 97 deelnemers moesten een parcours van 168,5 kilometer in en rond Stange afleggen, maar door de slechte weersomstandigheden haalden slechts tien renners de finish. De wedstrijd maakte deel uit van de UCI Europe Tour, met de categorie 1.2. De Deen William Blume Levy won, voor de Noren Embret Svestad-Bårdseng en Magnus Sørbø.

## Uitslag
| Plaats  | Naam                    | Ploeg             | Tijd     |
| ------- | ----------------------- | ----------------- | -------- |
| Winnaar | William Blume Levy      | ColoQuick         | 4u30'48" |
| 2       | Embret Svestad-Bårdseng | IK Hero           | + 1'12"  |
| 3       | Magnus Sørbø            | Ringerike SK      | + 1'32"  |
| 4       | Ådne Holter             | Lillehammer CK    | + 1'33"  |
| 5       | Jacob Eriksson          | Coop              | z.t.     |
| 6       | Lars Saugstad           | Uno-X             | + 1'37"  |
| 7       | André Drege             | Lillehammer CK    | + 2'09"  |
| 8       | Lennert Teugels         | Tarteletto-Isorex | + 3'42"  |
| 9       | Mads Østergaard         | ColoQuick         | z.t.     |
| 10      | Eirik Lunder            | Coop              | + 3'54"  |